# كريس كونلي (مغني)
كريس كونلي (بالإنجليزية: Chris Connelly)‏ هو مغني أمريكي، ولد في 11 نوفمبر 1964.

## وصلات خارجية
- الموقع الرسمي
- كريس كونلي على موقع IMDb (الإنجليزية)
- كريس كونلي على موقع ميوزك برينز (الإنجليزية)
- كريس كونلي على موقع أول ميوزيك (الإنجليزية)
- كريس كونلي على موقع ديسكوغز (الإنجليزية)
- كريس كونلي على موقع ديسكوغز (الإنجليزية)
- كريس كونلي على موقع قاعدة بيانات الفيلم (الإنجليزية)